# Тру Джексон
«Тру Джексон» (англ. True Jackson, VP) — ситуационная комедия, премьера которой состоялась 25 ноября 2008 года на канале Nickelodeon.
Пилотный эпизод собрал 4.8 миллиона зрителей и установил рекорды сети среди детей 6-11 лет, подростков 9-14 лет и других категорий. В Великобритании шоу стартовало на канале «Nickelodeon» 25 мая 2009 года, в Латинской Америке 3 августа 2009 года, в России 6 марта 2010 года.

Открывающая композиция была написана Тоби Гэдом и Кики Палмер и исполнена самой Кики. По состоянию на август 2012 года двухчастный эпизод «Тайна в Перу» является последним, 13-14 эпизодом 3-го сезона. Актриса Кики Палмер выложила видео на своём аккаунте на сайте «YouTube» и опубликовала пост в своём блоге, подтверждающие, что эпизод «Тайна в Перу» является финалом сериала.

## Эпизоды
| Сезон | Серии | Серии | Даты показа      | Даты показа     |
| Сезон | Серии | Серии | Первая серия     | Последняя серия |
| ----- | ----- | ----- | ---------------- | --------------- |
| 1     | 26    | 26    | 8 ноября 2008    | 24 октября 2009 |
| 2     | 20    | 20    | 14 ноября 2009   | 7 августа 2010  |
| 3     | 14    | 14    | 11 сентября 2010 | 20 августа 2011 |

## Синопсис
Однажды пятнадцатилетняя Тру Джексон, продавщица бутербродов, вместе с другом Райаном в Нью-Йоркском районе моды встретилась с Максом Мэдиганом, основателем и генеральным директором дома моды «Mad Style», которому очень понравился стиль Тру. И когда он узнает, что всю свою одежду Тру шьёт сама, Мэдиган нанимает её в свой дом моды на должность вице-президента отдела для молодежи. В работе ей помогает её ассистентка и лучшая подруга Лулу и часто мешает её лучший друг Райан.

## Герои
- Тру Джексон — юная вице-президент дома моды «Mad Style». Тру — очень талантливый дизайнер, отвечающий за молодежную моду. Тру любит пошутить, но всегда серьёзно относится к своей работе. Когда она нервничает, то кричит во все горло.

- Лулу Джонсон — лучший друг и секретарь-помощник Тру. Она, как правило, очень громкая, и невежественная. Она легко отвлекается, что видно в каждом эпизоде. Хотя не так много людей знают, что она очень умная и любит математику.

- Райан Лэйзербим — другой лучший друг Тру. Хотя он официально не работает в «Mad Style», он постоянно там ошивается, чтобы пообщаться с Тру и Лулу. Он не очень умный и довольно неуклюж. Хотя, когда в одной из серий уходил в своё воображение и играл в игру «Только факты», смог сдать тест по истории на все 100 %.

- Аманда Кэнтуэлл — одна из многих работников в «Mad Style». Она является вице-президентом отдела женской моды. В первых эпизодах Аманда показана как главный антагонист сериала.

- Макс Мэдиган — хозяин и главный исполнительный директор «Mad Style». Макс проводит все встречи и другие общественные мероприятия. Макс очень хорошо относится к Тру и часто дает ей полезные советы. Он несколько странный, а также является дядей Джимми. Богатый мультимиллиардер, который имеет свой золотой автобус. В одном из эпизодов женился на работнице школьной библиотеки Тру.

- Джимми — Сериалоносчик писем в «Mad Style» и любовь Тру. Он также испытывает чувства к Тру, но не может с ней встречаться из-за работы. Племянник Макса. Помешан на почте.

- Оскар — главный секретарь и оператор в «Mad Style», работает за стойкой регистрации. Он часто появляется в сериале главным образом, принимая звонки на гарнитуру или при доставке сообщений Аманде. Известный шутник, при этом он стремится шутить не выходя за рамки хороших манер.

- Коплмэн — один из самых ленивых сотрудников «Mad Style». Любит что-нибудь пожевать и совсем не разговорчив. Имеет свои странности, на лице вечно густая борода, а волосы прилизаны. Ходит в чёрном костюме. Из-за неясных причин Макс Мэдиган испытывает к Коплмэну ненависть, выражая её вечным гонением Коплмэна с совещаний и всяческими придирками.

- Майки Джей — парень Лулу. Очень застенчивый парень, но иногда сильно ревнует Лулу.

- Келси — «девушка» Райана, одноклассница Тру, Лулу и Пинки. Райан любит её, его любовь взаимна, но Келси это отрицает.

- Дорис Мэдиган — жена Макса Мэдигана. Библиотекарь школы Тру.

- Пинки — одна из одноклассниц Тру. Хулиганистая девчонка в розовом, не снимающая свои ролики. Однажды Пинки узнала, где работает Тру, и теперь частенько заявляется в «Mad Style», чтобы подразнить её. Роль Пинки в сериале исполняла Дженнет Маккарди.

## Дубляж
Телесериал озвучивался на русский язык студией «SDI-Media» по заказу телеканала Nickelodeon в 2010―2012 гг. в Украине. Режиссёр дубляжа ― Георгий Гавриленко.